# Cantois
Cantois korábbi község Franciaország Új-Aquitania régiójában, Gironde megyében. 2019. január 1-jén Arbis korábbi községgel egyesült és az így létrejött Porte-de-Benauge új község része lett.
Lakosainak száma 236 fő (2015). Cantois Montignac, Arbis, Coirac, Gornac, Ladaux, Saint-Genis-du-Bois és Saint-Pierre-de-Bat községekkel határos.

## Népesség
A település népességének változása:
| Lakosok száma | 214  | 189  | 201  | 180  | 173  | 211  | 225  | 230  | 236  | 240  |
|               | 1968 | 1975 | 1982 | 1990 | 1999 | 2006 | 2011 | 2013 | 2015 | 2016 |